# Jacques Verheyen (politicus)
Jacques Verheyen (Antwerpen, 2 september 1855 – 25 maart 1911) was een Belgisch dokwerker, syndicalist en politicus voor de Liberale Partij.

## Levensloop
Verheyen begon als dokwerker in de Antwerpse haven. Ook was hij actief als klerk, vrijwilliger in het Belgische leger en als kapitein bij de Antwerpse Burgerwacht.
In 1882 werd hij secretaris van de liberale werkliedenvereniging Help U Zelve. Vanaf 1895 was hij er voorzitter van de Commissie Politieke Werking. Met de steun van Help U Zelve en van de Liberale Vlaamse Bond werd hij in 1892 het eerste Antwerpse provincieraadslid dat afkomstig was uit de arbeidersklasse en bleef dit tot in 1900. Nadat hij in 1903 wegens een intern conflict samen met onder meer Louis Franck uit Help U Zelve werd gestoten, was hij medestichter van Het Liberaal Werkersverbond, De Liberale Ziekenbeurs en de coöperatie De Liberale Bakkerij.
In 1900 werd hij verkozen tot liberaal lid van de Kamer van volksvertegenwoordigers voor het arrondissement Antwerpen en vervulde dit mandaat tot aan zijn dood. In de Kamer kwam hij op voor een hoger loon, betere arbeidsvoorwaarden voor arbeiders en bedienden en het algemeen stemrecht en was hij voorstander van de vernederlandsing van de Rijksuniversiteit Gent.